# Pogorzała
Pogorzała (niem. Seifersdorf) – wieś w Polsce położona w województwie dolnośląskim, w powiecie świdnickim, w gminie Świdnica.
Miejsce urodzenia i śmierci Adama Thebesa (1596–1652) – duchownego i poety, autora pieśni religijnych.

## Podział administracyjny
W latach 1975–1998 miejscowość administracyjnie należała do województwa wałbrzyskiego.

## Położenie
Przez miejscowość przepływa Witoszówka, niewielka rzeka dorzecza Odry, dopływ Bystrzycy.